# James Cerretani
James Cerretani (n. 2 de octubre de 1981 en Reading, Estados Unidos) es un jugador de tenis estadounidense que se desempeña mayormente en la modalidad de dobles. Es zurdo y ha ganado cuatro títulos de ATP en siete finales jugadas, todas en dobles. Su mejor posición en el ranking de la especialidad ha sido N.º 45 del mundo.

## Títulos ATP (4; 0+4)

### Dobles (4)
| Leyenda                         |
| Grand Slam (0)                  |
| ATP Wourld Tour Finals (0)      |
| ATP Masters 1000 World Tour (0) |
| ATP World Tour 500 series (0)   |
| ATP World Tour 250 series (4)   |

| N.º | Fecha                 | Torneo        | Superficie    | Pareja         | Oponentes en la final           | Resultado            |
| --- | --------------------- | ------------- | ------------- | -------------- | ------------------------------- | -------------------- |
| 1.  | 14 de julio de 2008   | Kitzbuhel     | Tierra batida | Victor Hanescu | Lucas Arnold Ker Olivier Rochus | 6-3, 7-5             |
| 2.  | 2 de febrero de 2009  | Johannesburgo | Dura          | Dick Norman    | Rik de Voest Ashley Fisher      | 6-7(7), 6-2, [14-12] |
| 3.  | 6 de febrero de 2011  | Johannesburgo | Dura          | Adil Shamasdin | Scott Lipsky Rajeev Ram         | 6-3, 3-6, [10-7]     |
| 4.  | 11 de febrero de 2017 | Quito         | Tierra batida | Philipp Oswald | Julio Peralta Horacio Zeballos  | 6-3, 2-1, ret.       |

#### Finalista (3)
| N.º | Fecha                | Torneo        | Superficie    | Pareja       | Oponentes en la final            | Resultado   |
| --- | -------------------- | ------------- | ------------- | ------------ | -------------------------------- | ----------- |
| 1.  | 19 de mayo de 2008   | Marrakech     | Tierra batida | Todd Perry   | Albert Montañés Santiago Ventura | 1-6, 2-6    |
| 2.  | 3 de marzo de 2018   | Dubái         | Dura          | Leander Paes | Jean-Julien Rojer Horia Tecău    | 2-6, 6-7(2) |
| 3.  | 24 de agosto de 2018 | Winston-Salem | Dura          | Leander Paes | Jean-Julien Rojer Horia Tecău    | 4-6, 2-6    |